# ریوند (داورزن)
ریْوَنْد، شهری از توابع بخش باشتین شهرستان داورزن در استان خراسان رضوی است. نام قدیم این شهر، «ریوَد» است این نام، در بیشتر کتاب‌های قدیم جغرافیایی و رجالی، از جمله «معجم‌البلدان» یاقوت حموی و «الانساب» عبدالکریم ابوسعد سمعانی و «اللباب» ابن اثیر، به خاطر یکی از محدثان و شاعران برخاسته از آن، به نام شعرانی ریودی، ذکر شده است.

## پیشینه نام شهر
نام این شهر در قدیم، «ریود» یا «ریوذ» بوده است. در «معجم‌البلدان»، این شهر، قریه‌ای از توابع ولایت بیهق در ناحیه یا ربع نیشابور خراسان، نام برده شده که «ابومحمد شعرانی ریودی نیشابوری»، یکی از شاعران و عالمان حدیث، در گذشته به سال ۲۸۲ هجری به آنجا منسوب است. کتاب تاریخ بیهق، شهر ریود را جزء توابع ربع باشتین ولایت بیهق، آورده است، در این کتاب، نامن و فشتنق و ساروغ و ... از دیگر قریه‌های ربع باشتین می‌باشند. حسین‌خان افضل‌الملک در سفری که در سال ۱۳۲۰ هجری قمری (دوره قاجاریه) به منطقه خراسان داشته،از این روستا (قریه ریود) یاد کرده و از آن عبور کرده و به روستاهای که در مسیر ریود قرار دارند همچون صدخرو، مهر، باغ، تیچر و ... نیز اشاره نموده است.

## جمعیت
این شهر در بخش باشتین قرار داشته و بر اساس سرشماری سال ۱۳۹۵ جمعیت آن ۱۰۳۵ نفر بوده است.